# Michelriether Forst
Der Michelriether Forst war bis 2007 ein 2,94 km² (genaue Fläche 2.936.088 m²) großes gemeindefreies Gebiet im Landkreis Main-Spessart im bayerischen Spessart. Er ist heute nur noch teilweise bewaldet.
Der Forst lag zwischen der Gemeinde Esselbach und dem namensgebenden Marktheidenfelder Stadtteil Michelrieth. Die höchste Erhebung ist der Rehberg mit 380 m ü. NN. Am 1. Januar 2008 wurde ein Teil des Gebietes nach Esselbach (Gemarkungen Kredenbach und Michelrieth), der andere nach Schollbrunn eingemeindet:
11 Flurstücke mit einer Gesamtfläche von 1.161.085 m² wurden in die Gemarkung Kredenbach und zwei Flurstücke mit 294.817 m² in die Gemarkung Michelrieth (Gemeinde Esselbach) eingegliedert, und 11 Flurstücke mit 1.480.186 m² in die Gemeinde Schollbrunn.
Die Burg Reinstein, Stammburg der Herren von Reinstein, einem Ministerialengeschlecht des Hochstifts Würzburg vom 12. bis ins 16. Jahrhundert, war eine Spornburg vermutlich aus dem 13. Jahrhundert und stand auf dem südlichen Bergsporn des Rehbergs oberhalb des Tals des Haslochbachs nördlich der Nickelsmühle.